# Gladiolus roseolus
Gladiolus roseolus är en irisväxtart som beskrevs av Emilio Chiovenda. Gladiolus roseolus ingår i släktet sabelliljor, och familjen irisväxter. Inga underarter finns listade i Catalogue of Life.